# 1901 Моравія
1901 Моравія (1901 Moravia) — астероїд головного поясу, відкритий 14 січня 1972 року чехословацьким астрономом Любошем Когоутеком.
Тіссеранів параметр щодо Юпітера — 3,042.